# (30) Урания
(30) Ура́ния (лат. Urania) — астероид главного пояса, который принадлежит к светлому спектральному классу S. Он был открыт 22 июля 1854 года английским астрономом Джоном Хиндом в обсерватории Бишопа, Великобритания и назван в честь Урании, древнегреческой музы астрономии. Это последний астероид, открытый учёным.

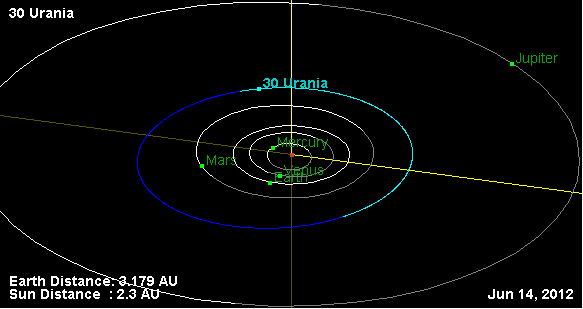
Орбита астероида Урания и его положение в Солнечной системе